# Morea

Peloponés ve středověku

Morea (řecky Μορέας nebo Μωριάς) byl název poloostrova Peloponés v jižním Řecku během středověku a raného novověku. Název byl používán pro byzantskou provincii známou jako Morejský despotát, osmanský morejský ejálet a později pro krátcetrvající benátské Morejské království.
Po dobytí Konstantinopole silami čtvrté křížové výpravy (1204) obsadily Moreu dvě skupiny Franků. Vytvořili Achajské knížectví, stát z velké části obývaný Řeky, kterému vládl latinský (západní) autokrat. Při odkazu na Peloponés se řídili místní praxí a používali název „Morea“.